# Walter Barth (Widerstandskämpfer)
Walter Barth (* 6. November 1911 in Staufen im Breisgau; † Anfang 1945) war ein deutscher kommunistischer Widerstandskämpfer gegen den Nationalsozialismus.

## Leben
Walter Barth wurde als Sohn eines Mechanikers geboren und erlernte den Beruf Schriftsetzer. 1926 trat er in Leipzig der Sozialistischen Arbeiter-Jugend bei, 1932 wurde er Mitglied der KPD. 
Wegen seiner Teilnahme am Widerstand gegen den Nationalsozialismus wurde er im Herbst 1933 verhaftet und drei Monate lang im KZ Colditz in „Schutzhaft“ genommen. Nach der Haftentlassung setzte er den Widerstand fort und beteiligte sich erneut an Herstellung und Vertrieb kommunistischer Schriften. Im September 1934 wurde er deshalb erneut von der Gestapo verhaftet und zu vier Jahren und vier Monaten Zuchthaus verurteilt, nach dem Ende dieser Haft wurde er in das KZ Sachsenhausen deportiert. Dort wurde er zur Arbeit in der Häftlingsbücherei abkommandiert, was es ihm ermöglichte, die Beratungen der Leitung der KPD-Lagerorganisation abzusichern. Da er mehrere Sprachen beherrschte, übernahm er auch deren Verbindung zu antifaschistischen Gruppen ausländischer Gefangener im Lager.
Im Oktober 1944 meldete sich Walter Barth im Auftrag seiner Parteileitung zu einem Einsatz in einem Strafbataillon, um dort antifaschistische Aufklärungsarbeit unter den Soldaten leisten zu können. Er kam zur SS-Sondereinheit Dirlewanger. Bei dem Versuch, zur Roten Armee überzulaufen, wurde er erschossen.

## Ehrungen
- In Leipzig wurden ein Jugendklubhaus im Ortsteil Sellerhausen-Stünz und die Walter-Barth-Schule nach ihm benannt, außerdem gibt es dort seit 1962 die Walter-Barth-Straße.
- Ein Zubringertrawler  der Artur-Becker-Baureihe mit der Fischereikennnummer ROS 414 erhielt ebenfalls seinen Namen.